# Ordem Hospitaleira de São João de Deus
A Ordem Hospitaleira de São João de Deus, conhecida em italiano como Ordine Ospedaliero di San Giovanni di Dio, GCB é uma ordem religiosa da Igreja Católica.

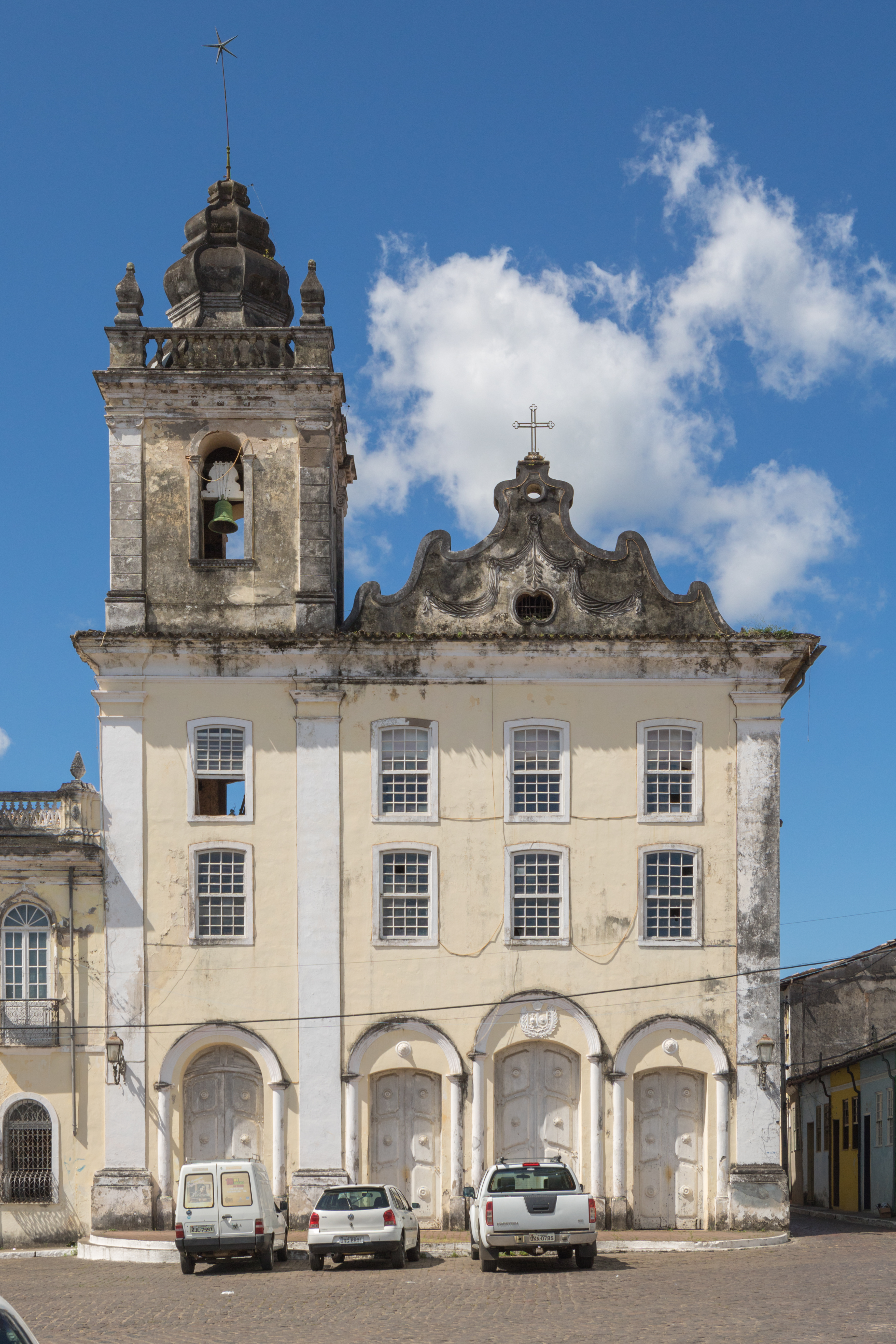
Capela do Hospital de São João de Deus, na cidade de Cachoeira, no Brasil, fundado pela Ordem dos Hospitaleiros.

## Descrição
A Ordem Hospitaleira de São João de Deus tem como finalidade prestar serviços de saúde e de assistência aos indivíduos mais carenciados, como pacientes mentais e idosos, mantendo neste sentido uma rede de estabelecimentos, como hospitais e centros de apoio.

## História
Foi fundada na cidade espanhola de Granada, por discípulos do santo português João de Deus. Procuraram desta forma continuar e expandir a obra do santo, que ficou conhecido pelos seus esforços na prestação de cuidados de saúde aos mais pobres, tendo sido responsável pela fundação de um hospital para doenças incuráveis e contagiosas. Com efeito, São João de Deus é considerado um padroeiro dos enfermeiros, dos doentes e dos estabelecimentos de saúde. A formação da irmandade foi aprovada em 1572 pelo Papa Pio V, e em 1586 foi reconhecida como Ordem Religiosa pelo Papa Sisto V. No século XVI a ordem fundou o Hospital Fatebenefratelli (en), em Roma, que é considerado um dos hospitais mais antigos do mundo. Porém, em 1592 o Papa Clemente VIII retirou-lhe o estauto de ordem, que só foi reposto pelo Papa Paulo V em 1611 em Espanha, e em 1617 na Itália, criando desta forma duas organizações distintas, situação que perdurou durante cerca de duzentos e cinquenta anos.
A ordem esteve em risco de desaparecer durante o século XIX, devido à implementação de políticas contra a religião, tendo por exemplo a província portuguesa sido encerrada em 1834. Porém, sobreviveu devido em grande parte aos esforços de São Bento Menni, que a a partir de 1867 conseguiu reformar e reunificar a ordem. Iniciou-se então uma fase de grande desenvolvimento, com a criação de casas em vários pontos do mundo, principalmente em meados do século XX, processo que foi apoiado pelo reconhecimento de vários antigos membros da ordem como santos.
Em Dezembro de 2020, quatro divisões da Ordem Hospitaleira receberam o certificado do programa Beyond the Call of Duty for COVID-19 da Federação Internacional de Hospitais (en), pelos seus esforços no combate à pandemia. As organizações reconhecidas foram o Instituto São João de Deus, em Portugal, dois hospitais na Catalunha, em Espanha, e o Hospital de Viena, na Áustria.

### A ordem em Portugal
Em 1606 foi fundado o primeiro núcleo da ordem em Portugal, em Montemor-o-Novo, terra natal de São João de Deus, tendo esta comunidade sido transformada numa província em 1671. Após um período de declínio ao longo do século XIX, a comunidade portuguesa foi restaurada em 1893, embora a província só tenha reiniciado as suas funções em 1928.  No seguimento da Revolução de 1974 em Portugal, a ordem esteve em risco de perder o seu património imóvel, pelo que encetou esforços no sentido de integrar juridicamente os seus estabelecimentos de saúde e de assistência, além das funções dos membros da irmandade e dos profissionais a seu cargo. Desta forma, em 11 de Novembro de 1977 foi fundado o Instituto São João de Deus, que tinha como função administrar os vários estabelecimentos de saúde que pertenciam à província nacional da Ordem Hospitaleira. Nos finais do século XX, a ordem começou a organizar campos de férias em Portugal para jovens deficientes mentais, no sentido de combater os estigmas e o medo associados às suas condições.
Em 20 de Novembro de 2006, a província portuguesa da Ordem Hospitaleira lançou a Fundação São João de Deus, uma instituição particular de solidariedade social, que tinha como fim auxiliar os cidadãos mais vulneráveis, divulgar os problemas de saúde mental, e promover um maior dinamismo entre os indivíduos na terceira idade.
Embora originalmente os estabelecimentos de saúde da Ordem em Portugal fossem quase totalmente compostos por irmãos, progressivamente o número de empregados leigos ganhou proporção, e nos princípios do século XXI já vários núcleos funcionavam sem membros religiosos. Apesar de tudo, segundo o padre Alberto Mendes, a Ordem tentou manter uma vertente mais espiritual e carismática junto dos doentes, uma vez que se acredita que para a prestação de bons cuidados de saúde é necessário «juntar no fundo a humanização à técnica». Afirmou igualmente que havia uma aposta na «desinstitucionalização», no sentido de colocar os pacientes no «seu ambiente, junto da sua família», quando fosse possível. Neste sentido, tinha dois programas de assistência, CuiDando e Home 360, que procuravam apoiar os doentes nas suas residências. Em 2017 lançou igualmente o programa Mind Up, que estimulava a integração do paciente na sua família e comunidade, através da organização de grupos de suporte, entre outras medidas.  Em 2021, a Ordem tinha oito estabelecimentos em Portugal, onde concentravam 80% das «respostas ligadas a psiquiatria e saúde mental, onde há pessoas institucionalizadas».
Em Portugal, a ordem possui igualmente um um museu dedicado ao seu fundador, o Santo João de Deus, na unidade do Telhal. Também foi responsável pela publicação de vários periódicos, incluindo a revista trimestral Hospitalidade e o jornal O Irresponsável, este último nos Açores.

### A ordem no Brasil
A Ordem foi introduzida no Brasil em 1947, por membros portugueses. Nesse ano tornou-se responsável pela Casa do Padre, no Rio de Janeiro, tendo administrado aquele estabelecimento durante cerca de treze anos. Em 1955 fundou a Clínica Cirúrgica de São João de Deus, igualmente no Rio de Janeiro, e em 1968 inaugurou o Hospital São João de Deus, em Divinópolis, no estado de Minas Gerais. Em 1970 fundou o Lar São João de Deus, no distrito de Itaipava, e vinte anos depois estabeleceu-se em São Paulo com a Casa de Saúde São João de Deus. Outro passo decisivo foi dado em 2007, com a criação da Casa da Hospitalidade, em Aparecida do Taboado.

## Condecorações
A Ordem Hospitaleira de S. João de Deus foi agraciada, a 3 de Outubro de 1950, com a Grã-Cruz da Ordem de Benemerência.